# Cirkuskiosken

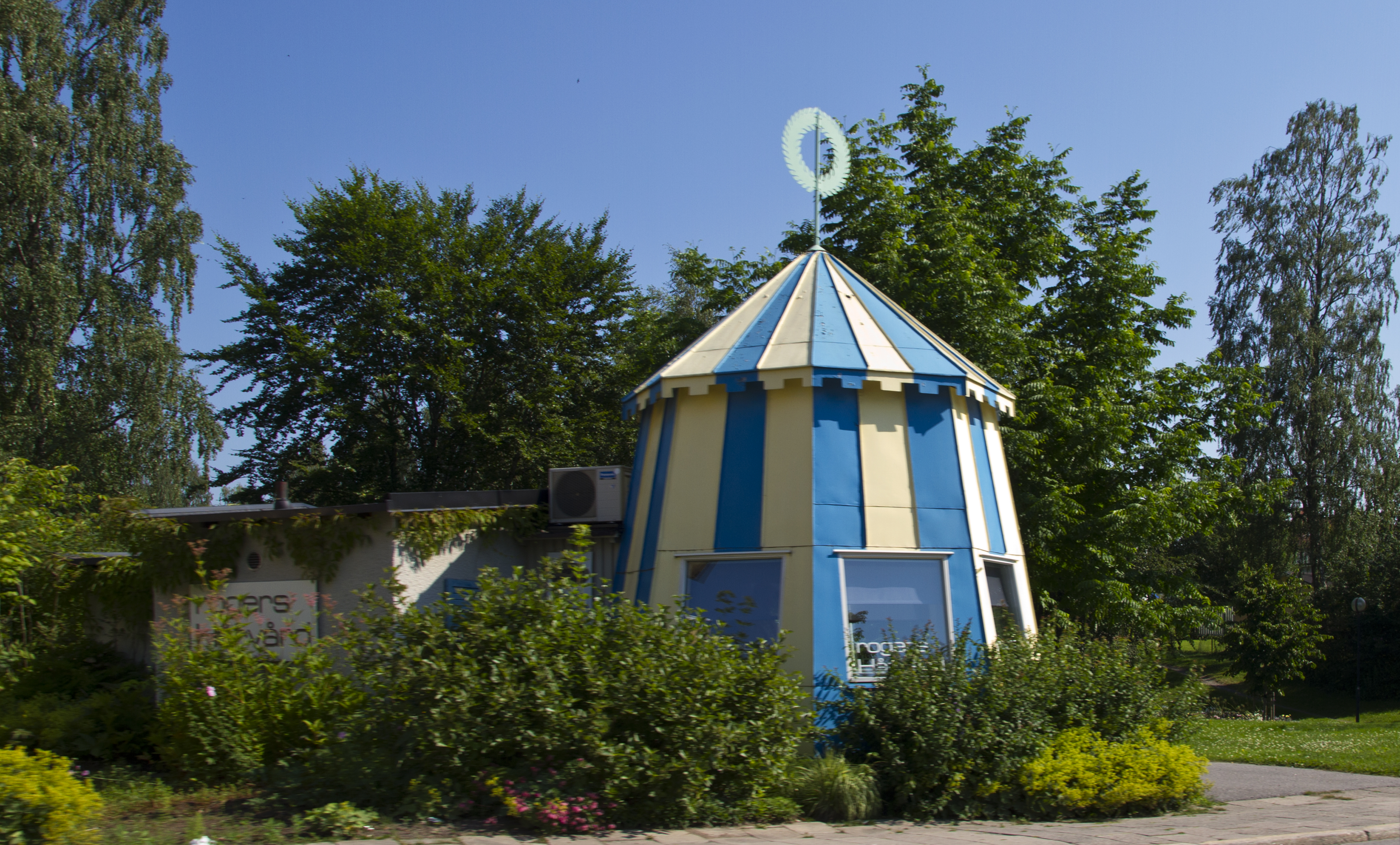
Cirkuskiosken, 2017.

Cirkuskiosken, även Blomsterkiosken, är en blå-gulrandig K-märkt tältformad kioskbyggnad i plåt i centrala Karlskoga vid Ekmansdalen på Katrinedalsgatan, som invigdes 1946 och uppfördes efter ritningar av Åke Porne. Byggnaden har använts som café, blomsteraffär, frisersalong, turistbyrå och valstuga samt från 2021 som tatueringsstudio.